# Diocesi di Shigar

Mappa con l'indicazione delle antiche località dell'Alta Mesopotamia e della Siria. Al centro la provincia di Beth Arbaye e la città di Shigara.

La diocesi di Shigar è un'antica sede della Chiesa d'Oriente, suffraganea dell'arcidiocesi di Nisibi, attestata dal VI al XIV secolo.

## Storia
Shigar, corrispondente all'odierna città irachena di Sinjar, fu sede di una diocesi nestoriana fondata nel VI secolo, probabilmente per contrastare la crescente influenza dei Giacobiti nella regione. Il nome completo della diocesi era Shigar e Beth ʿArbaye, e copriva la regione desertica a nord di Sinjar, dove c'erano diversi monasteri nestoriani. Sono noti sei vescovi nestoriani di Shigar tra il VI e il XIV secolo: il primo di questi è Bawai, attestato nel 563; l'ultimo è Yohannan, che prese parte alla consacrazione del patriarca Timoteo II nel 1318.
Tra i suoi vescovi, il più conosciuto è Abdisho bar Berika, vissuto sul finire del XIII secolo e che fra il 1285 ed il 1291 divenne metropolita di Nisibi e dell'Armenia. Celeberrimo canonista, i suoi scritti relativi al diritto canonico furono adottati come testi ufficiali dal concilio che procedette all'elezione del catholicos Timoteo II nel febbraio 1318 e sono rimasti fino al XX secolo i testi fondamentali del diritto nella Chiesa d'Oriente.
Non è chiaro quando la diocesi di Shigar ha avuto termine. La regione Shigar sembra abbia avuto una piccola comunità nestoriana fino al XVII secolo, e può anche aver avuto saltuariamente dei vescovi; infatti in una relazione del 1607 è menzionato il vescovo Glanan Imech di Sciugar, che potrebbe corrispondere alla nostra Sinjar. Secondo una dubbia tradizione Yezidi, l'ultimo vescovo nestoriano di Sinjar sarebbe morto attorno al 1660, e i pochi cristiani nestoriani della regione divennero Yezidi.
La regione Beth ʿArbaye si trovava tra Mosul e Nisibi. I suoi centri principali erano le città di Balad e di Shigar (Sinjar), entrambi i quali avevano vescovi nestoriani, e presumibilmente comunità nestoriane, ancora nel 1318. Sono attestate in precedenza comunità nestoriane nei villaggi di Kfar Zamre (sede di un vescovo nestoriano nel 790), Awana (sede del monaco Ahron, fondatore di un monastero nell'VIII secolo nei pressi di Balad), e Beth Ushnaya (citato dallo storico 'Amr come la scena di un miracolo nel 1201). Monasteri sono attestati a di Ba'uth, non lontano da Kfar Zamre, e nelle immediate vicinanze di Balad, tra cui i monasteri del VI secolo di Mar Isho'zkha e di Mar Denha, quelli di Mar Pethion, di Rabban Ahron e di Rabban Giuseppe, e un convento di religiose ancora a Balad. Non ci sono più notizie di questi monasteri dopo l'inizio del XIII secolo, e non si hanno più notizie della loro esistenza nel XIV secolo.

## Cronotassi dei vescovi
- Bawai † (menzionato nel 563)
- Simone † (fine del X secolo)
- Mushe † (menzionato nel 1092)
- Mari † (menzionato nel 1257)
- ʿAbdishoʿ bar Brikha † (? - circa 1285/1291 nominato metropolita di Nisibi)
- Yohannan † (menzionato nel 1318)